# فين أوتو
فين أوتو (بالألمانية: Fynn Otto)‏ هو لاعب كرة قدم ألماني في مركز قلب الدفاع، ولد في 8 مارس 2002 في غيسن في ألمانيا. شارك مع منتخب ألمانيا تحت 18 سنة لكرة القدم. أما مع النوادي، فقد لعب مع آينتراخت فرانكفورت.

## وصلات خارجية
- فين أوتو على موقع قاعدة بيانات كرة القدم.إي يو (الإنجليزية)
- فين أوتو على موقع Soccerway.com (الإنجليزية)
- فين أوتو على موقع عالم كرة القدم.نت (الإنجليزية)